# Port-Blanc (Penvénan)
Pour les articles homonymes, voir Port-Blanc.
Port-Blanc est un petit port côtier breton, et un hameau et quartier de pêcheurs dans la commune de Penvénan dans les Côtes-d'Armor, dans le pays historique du Trégor. Perdant son caractère  traditionnel il est devenu la  station balnéaire de Penvénan.

## Toponymie
Port-Blanc (Pors Gwen en breton) était jadis un havre pour marins. Les moines de Grande-Bretagne y trouvèrent aussi refuge pour ensuite s'installer à l'intérieur des terres. Port-Blanc serait l'endroit où aurait séjourné la petite Gwen, Gwenan, la fille de Judaël.

## Histoire

### Préhistoire
La présence de plusieurs mégalithes sur le territoire atteste d'une occupation dès le Néolithique.

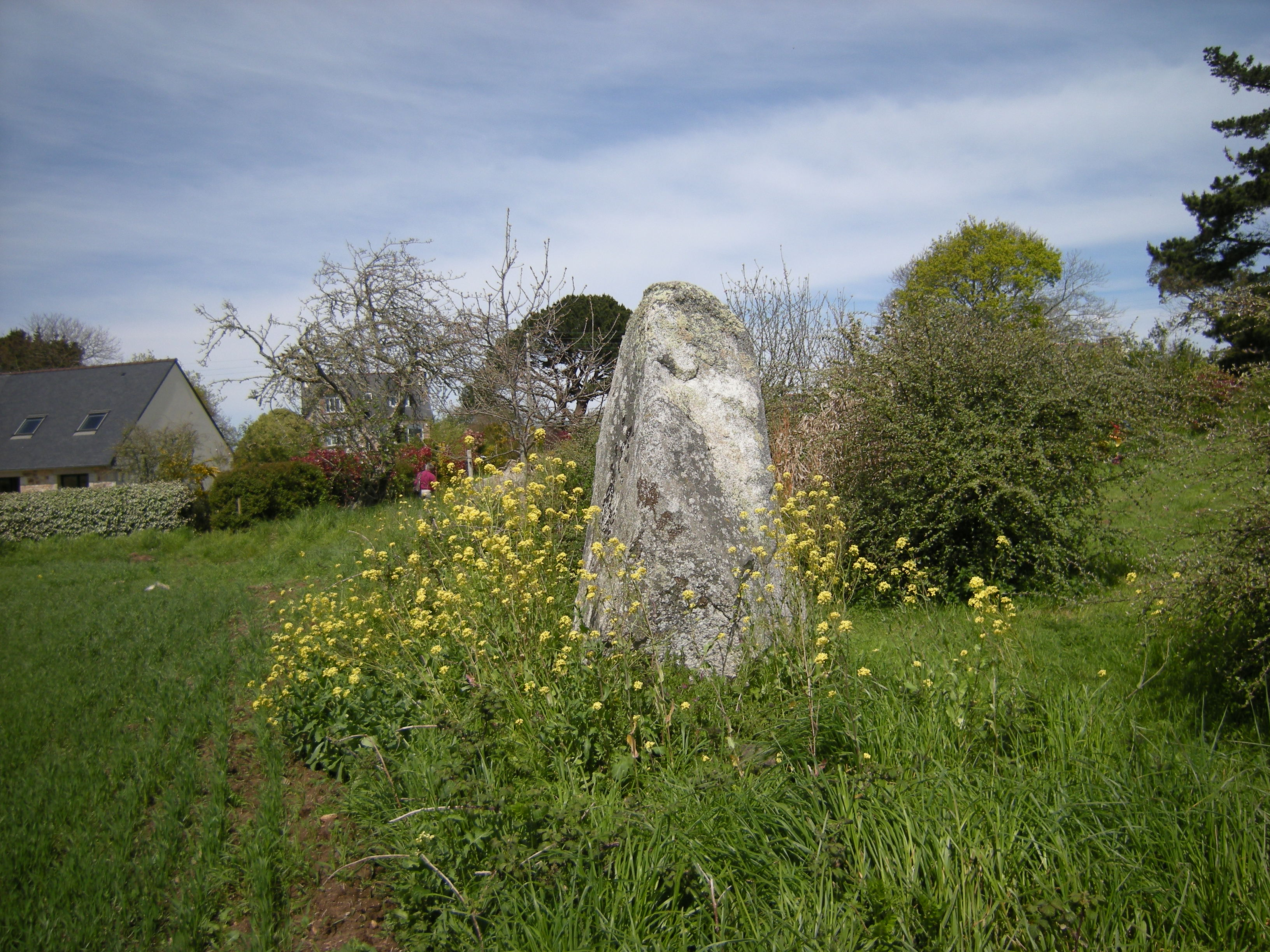
Menhir de Kervéniou.
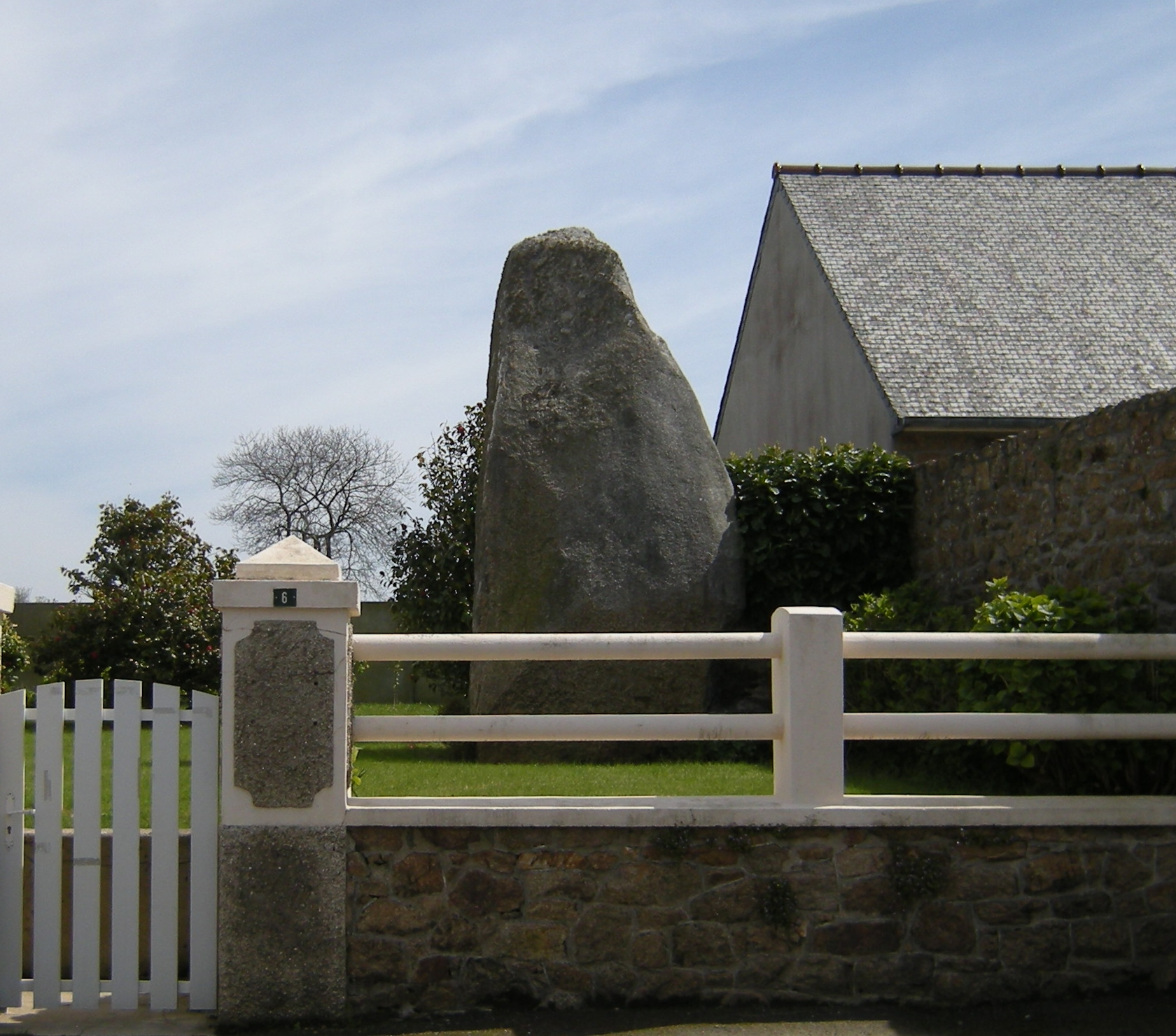
Menhir de Kerbelven.
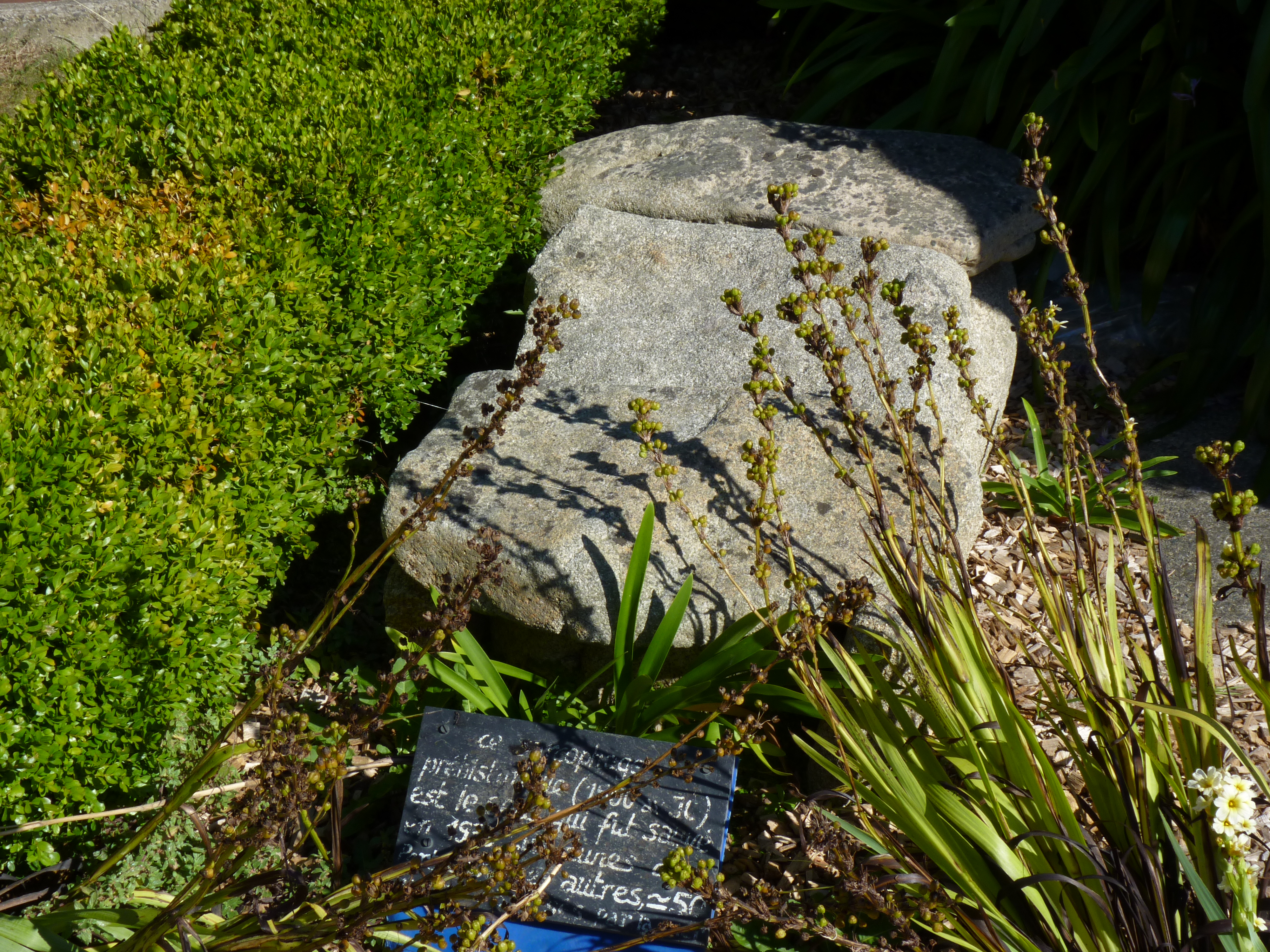
Sépultures néolithiques de Roch-Las-en-Port-Blanc.

### Moyen Âge
Port-Blanc aurait été fondé par le moine breton Gildas le Sage, d'origine princière, venu du Pays de Galles vers la fin du Vè siècle.
En mai 1230, l'armée anglaise débarque à Port-Blanc, alors appelé Port Gueltas, d'après le saint. Il s'agit alors d'une des deux troupes sous le commandement de Richard, frère du roi Henri III d'Angleterre, appelé à l'aide par Pierre Mauclerc, alors en sédition contre le roi Louis IX.
En août 1399, Bolingbroke, duc de Lancastre, futur roi Henri IV d'Angleterre, armé et équipé par le duc de Bretagne, part de Port-Blanc avec dix navires et fait voile vers l'Angleterre pour réclamer ses titres et terres que le roi Richard II lui a confisqués. Il déposera ce roi et se fera couronner à sa place sous le nom d'Henri IV. Shakespeare, dans sa pièce Richard II, cite Port-Blanc à l'acte II scène 1 vers 277 : « Port-le-Blanc, a bay in Brittany ! ».

En 1492, un seigneur de la Roche-Jagu chargé de la défense de Port-Blanc où les Anglais avaient débarqué demande de l'aide à la ville de Guingamp. Les anglais repartent avant même la bataille. Il est probable que cet épisode soit à l'origine de la légende de l'invasion anglaise manquée, racontée par Anatole Le Braz : 

« C'était (...) dans le temps que les forbans d'Outre-Manche, les  Saozons exécrés, écumaient à tout propos les eaux armoricaines. Et donc, une nuit, profitant de ce que le ciel était chargé de nuages, ils s'introduisirent furtivement dans la baie, avec l'espoir de surprendre à la faveur des ténèbres les habitants endormis. Mais Notre-Dame du Port-Blanc veillait. À la minute précise où ils s'apprêtaient à débarquer, une lune resplendissante, survie à l'improviste, leur montra le muretin qui entourait le courtil de la chapelle entièrement garni d'hommes en armes dont ils pouvaient voir se découper au-dessus de la crête les ombres mouvantes et menaçantes (...). Ils n'eurent qu'un souci, celui de déguerpir au plus vite. (...) On raconta le lendemain dans le village que Notre-Dame du Port-Blanc avait métamorphosé en soldats les fougères arborescentes qui foisonnant alors sur son tertre.. »

### Époque moderne
A la fin du XVIe siècle, Port Gueltas prend définitivement le nom de Port-Blanc.

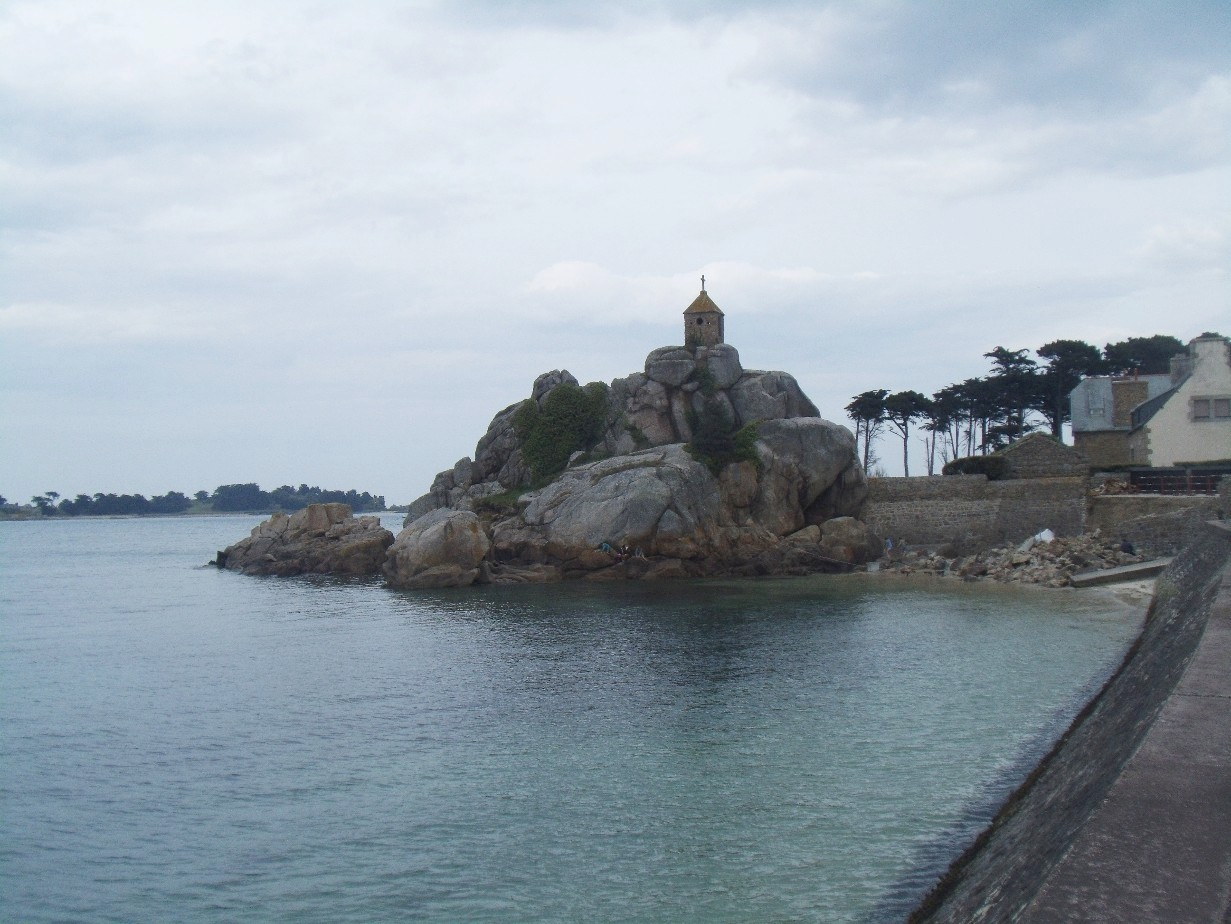
Le rocher de la Sentinelle à Port-Blanc (Penvénan).
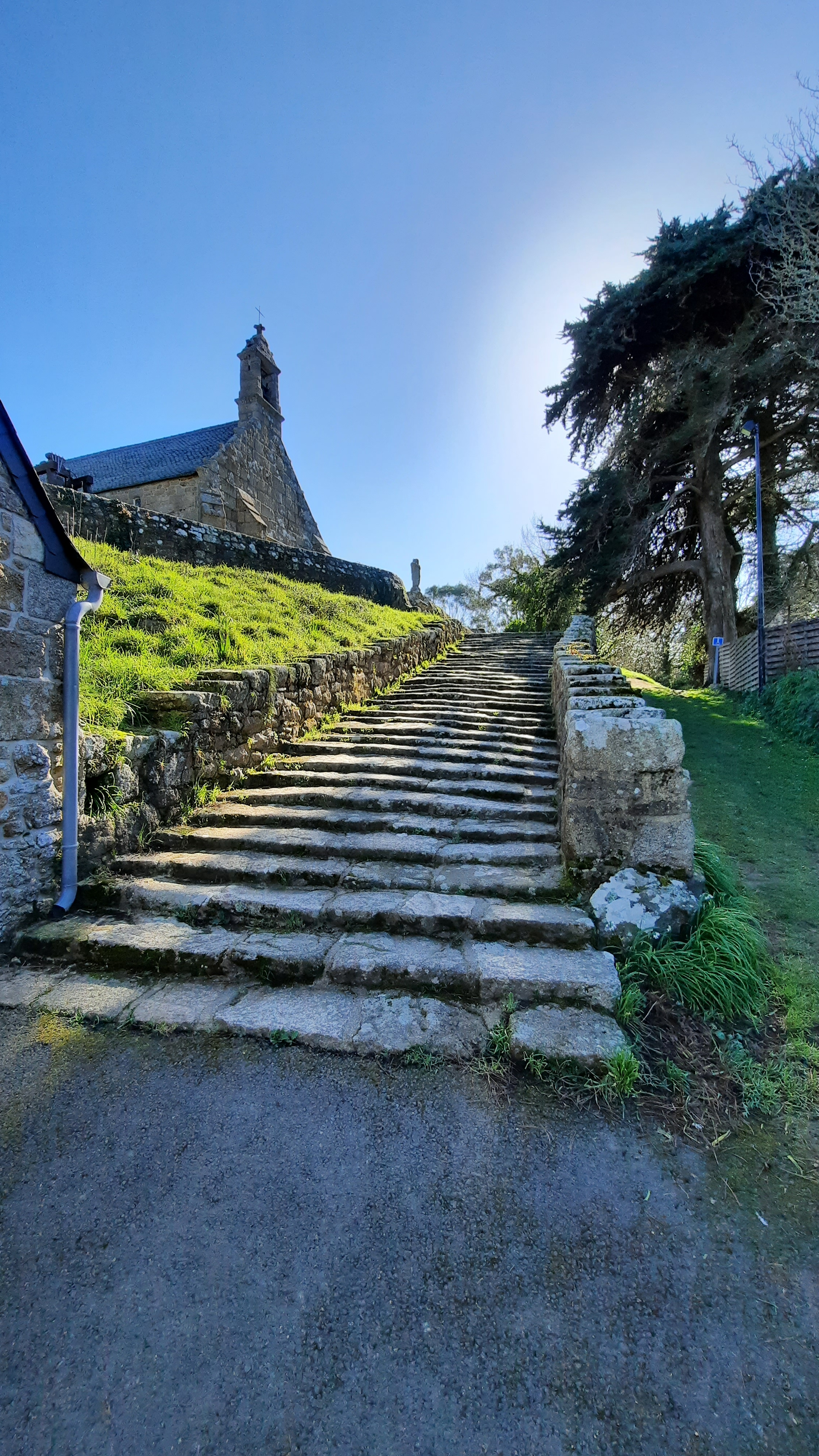
Port-Blanc : l'escalier remontant du port.
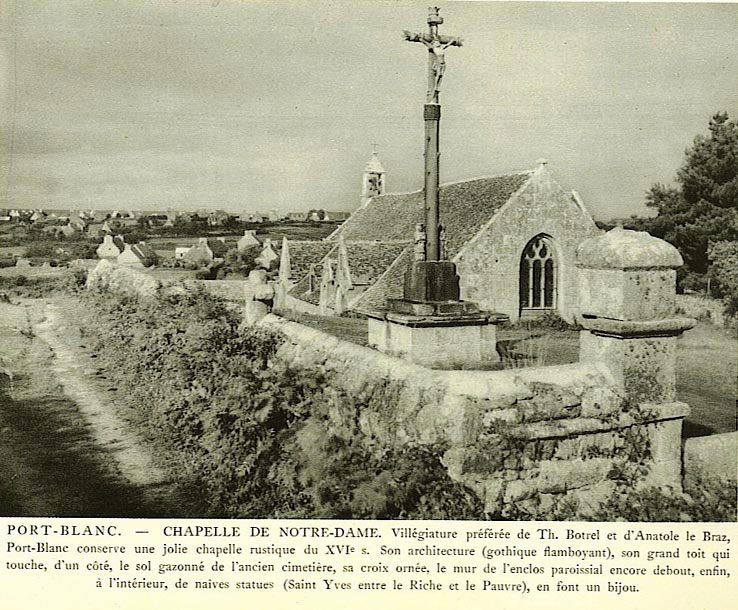
La chapelle Notre-Dame de Port-Blanc en 1931.
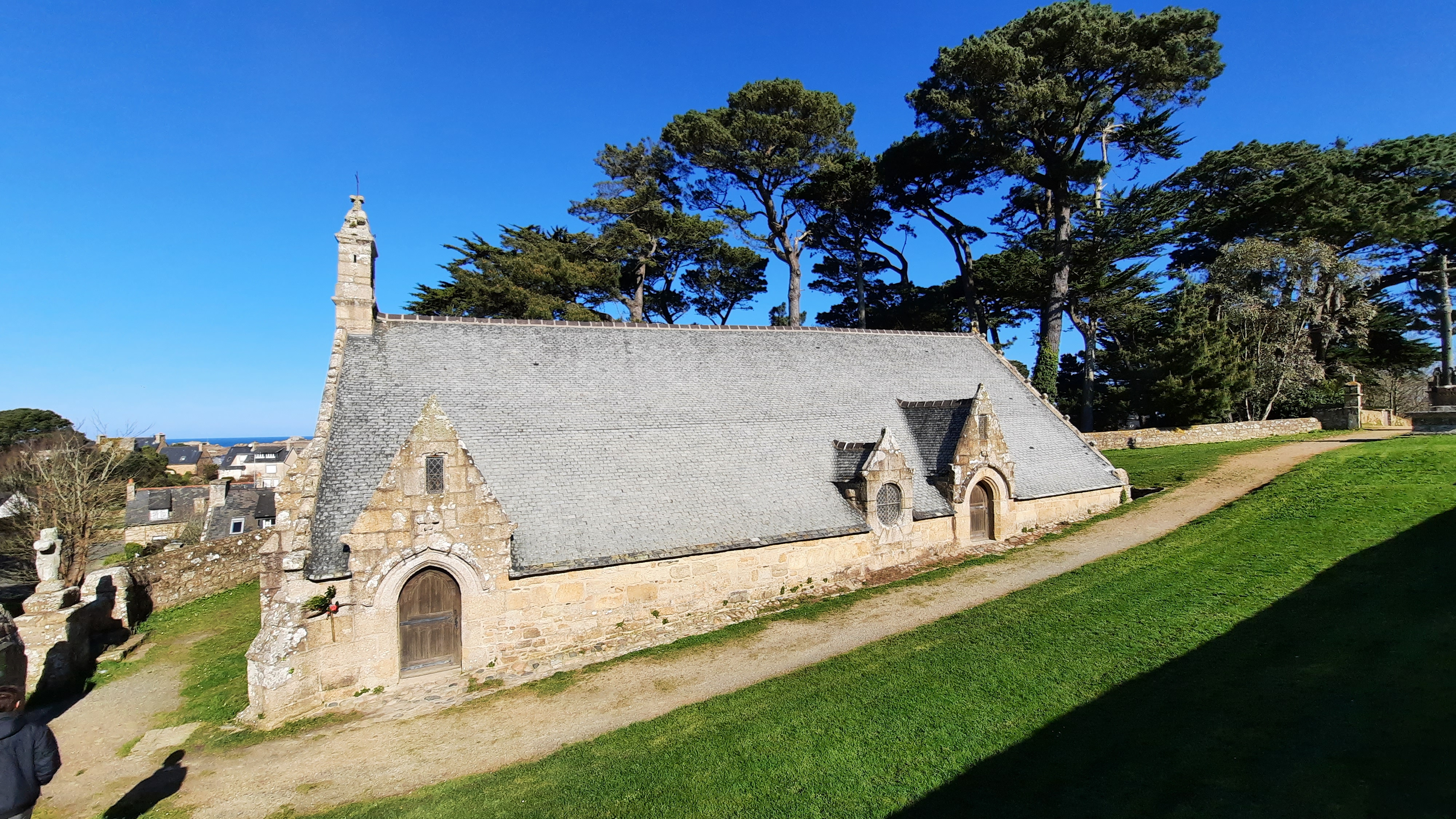
Chapelle Notre-Dame de Port-Blanc.
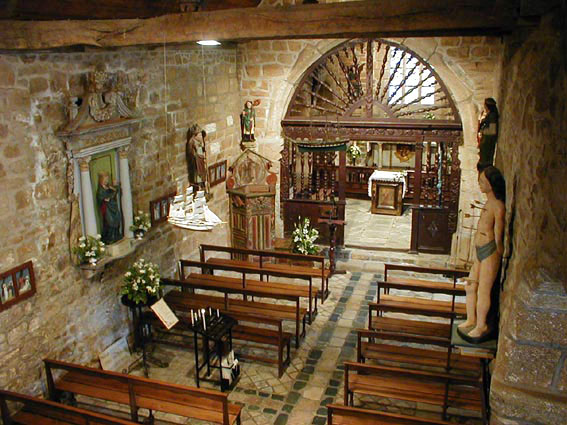
La chapelle Notre-Dame de Port-Blanc, vue intérieure.
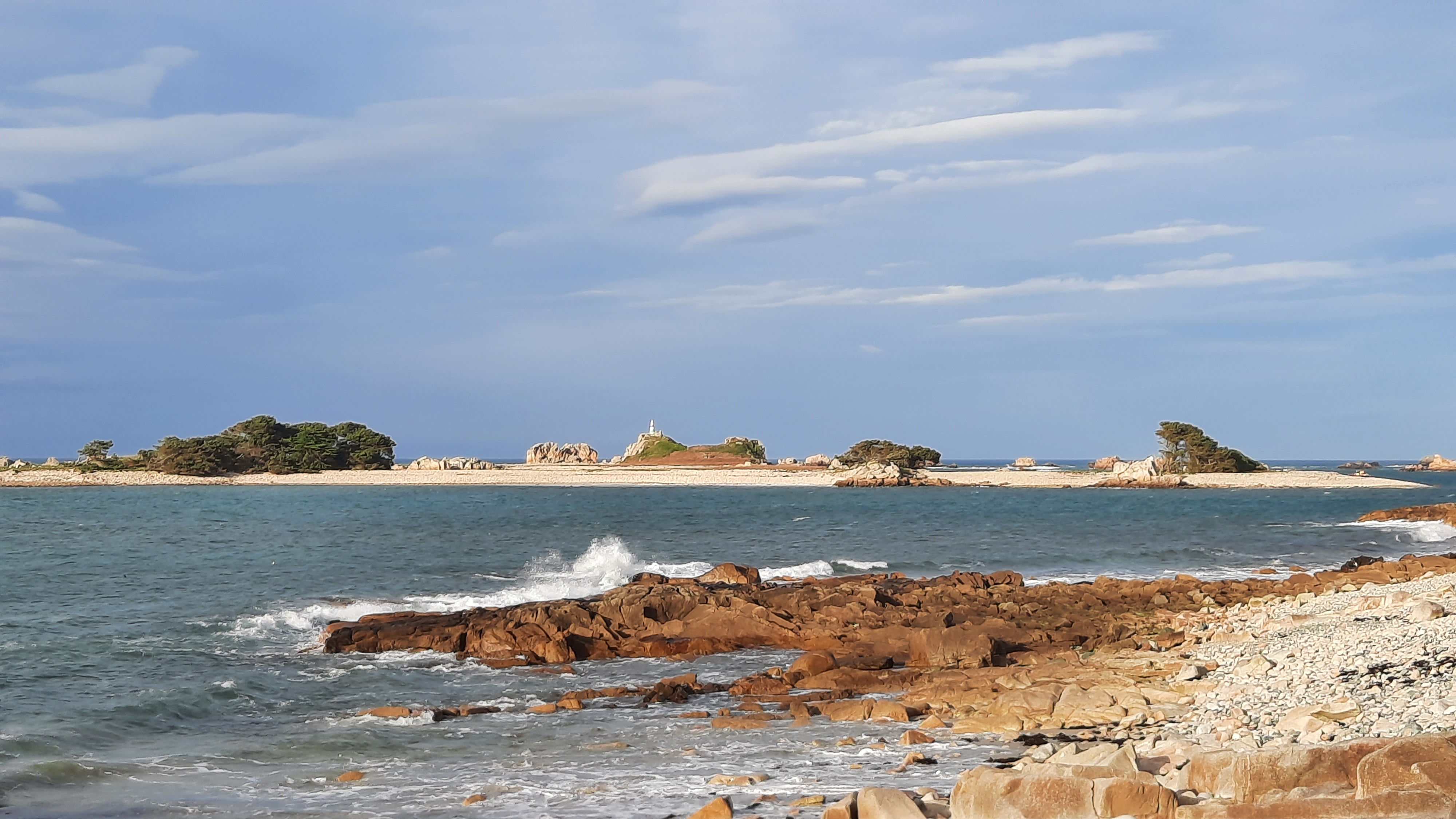
Port-Blanc : l'Île aux Femmes.

### LeXIXesiècle

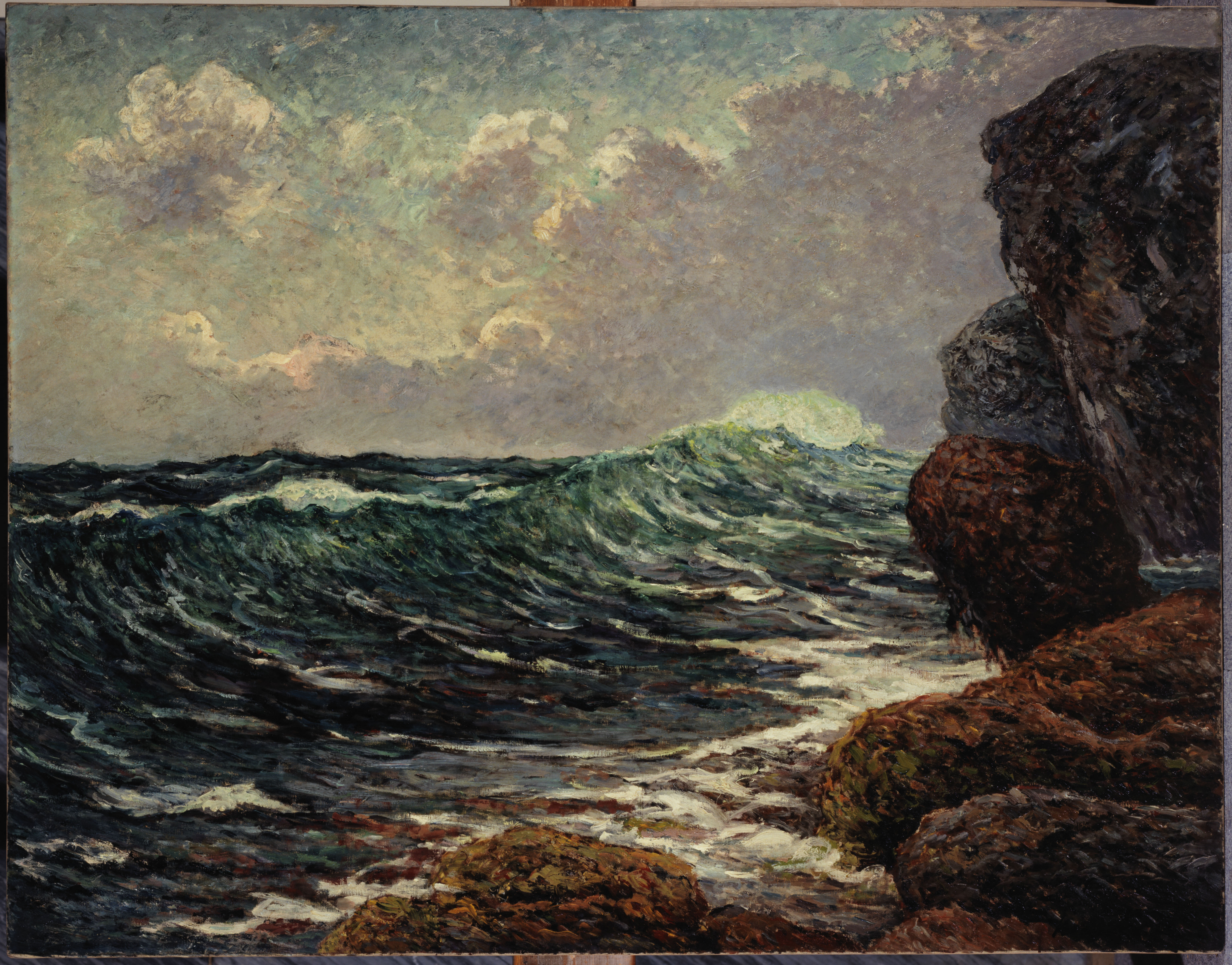
La Marée montante à Port-Blanc
Maxime Maufra, 1914
Petit Palais, Paris

Le front de mer du Port-Blanc se caractérise par une architecture de défense militaire et portuaire datant du XVIIIe siècle jusqu'au début du XXe siècle qui s'est associée à l'architecture vernaculaire et balnéaire du XXe siècle et du début du XXe siècle.
La station balnéaire est créée en 1872 (Quelles sources ou preuves ?)  Des prises de sable ont lieu dans la baie et le long des grèves jusqu'à la fin des années 1930 et suscitent en 1937 des manifestations des hôteliers et des pêcheurs pour son interdiction à l'instar des plages voisines comme celle de Trestel ou de Perros.
L'ancienne maison d'Anatole Le Braz où l'écrivain séjourna entre 1898 et 1924 est représentative de ce type d'habitat traditionnel néo-breton. La digue-promenade et le mur-digue militaire de l'organisation Todt (Seconde Guerre mondiale) offrent deux types d'architecture, l'une en béton et l'autre en moellons de granite pour défier les assauts de la mer. L'ancienne poudrière et l'oratoire de la Sentinelle correspondent à des ré-utilisations d'architecture de défense, de même que la nouvelle cale à proximité du blockhaus.

## Monuments et sites

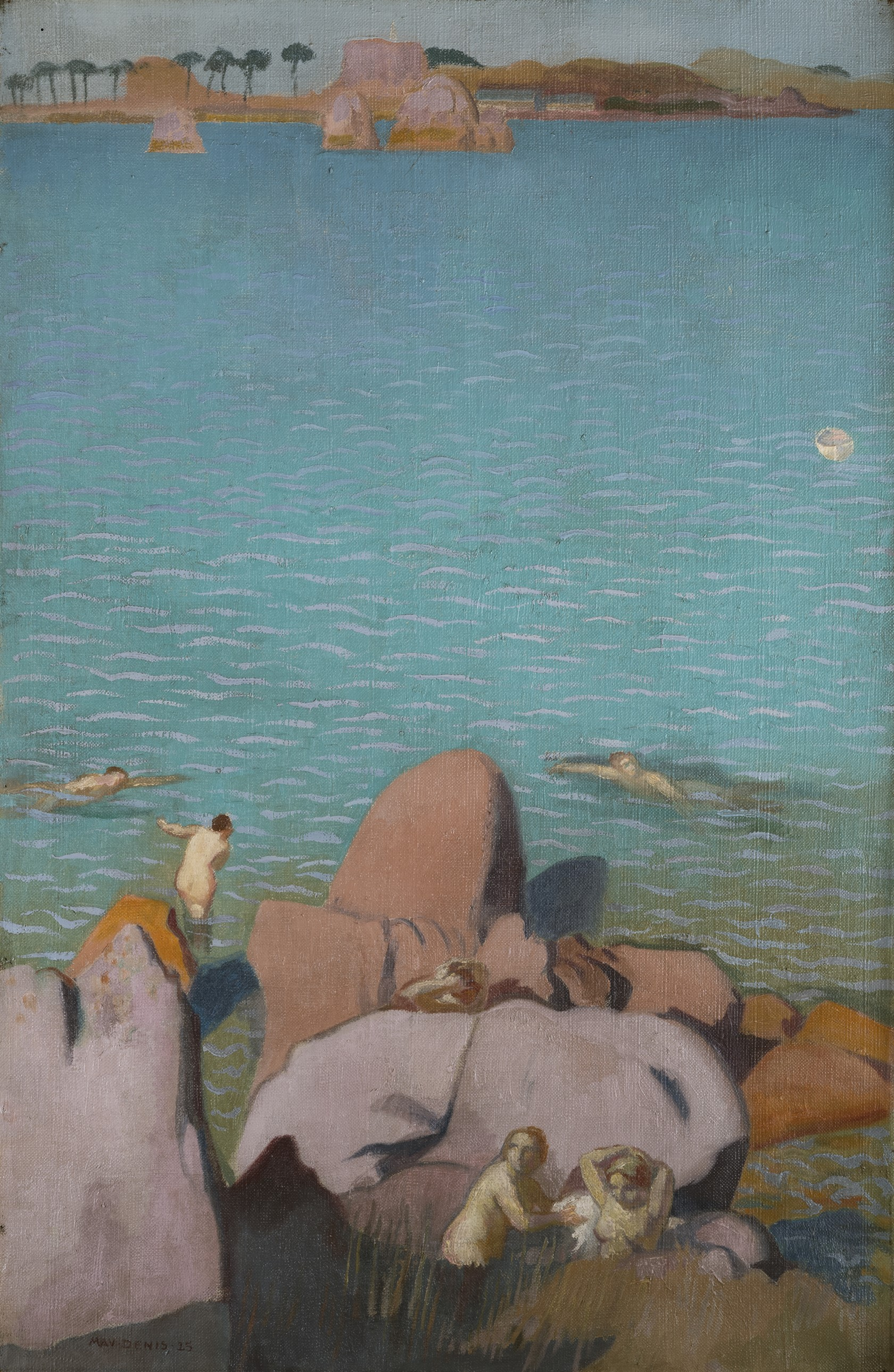
Baigneuses à Port-Blanc, par Maurice Denis en 1925.

La commune compte de nombreux sites pittoresques, comme la chapelle Notre-Dame de Port-Blanc qui date du XVIe siècle, avec les vestiges de sa tour de garde du XIIe siècle et le manoir de Kerpeulven, inscrit au titre des Monuments historiques. Plusieurs mégalithes sont également visibles, parmi lesquelles les menhirs de Kerbelven et le menhir de Kervéniou et les sépultures néolithiques de Roch-Las-en-Port-Blanc.
Des rochers spectaculaires offrent un décor pittoresque : le rocher de la Sentinelle, avec à son sommet un petit oratoire surmonté d'une croix et à son pied une ancienne poudrière dont la guérite fut reconstruite avec l'ajout de deux statues (saint Tugdual et Notre-Dame de la Mer) grâce à Théodore Botrel, qui avait une maison à proximité. Les statues ont par la suite été placées dans la chapelle voisine. En direction de l'anse du Pellinec, le rocher du Voleur semble fendu en deux en raison de la faille qui se trouve à son milieu ; il fut fortifié par Vauban en 1694 et il en subsiste quelques traces.
Sur le littoral de Port-Blanc, on trouve de nombreux îlots et ses paysages sauvages, comme l'île des Femmes, l'île du Château-Neuf et l'île Saint-Gildas. Un sentier des Douaniers rejoint Port-Blanc à Buguélès, et permet de découvrir la côte des Ajoncs et de suivre de petits circuits balisés qui mènent aux différents calvaires et chapelles.

## Personnages célèbres
Parmi les personnages célèbres à l'histoire entremêlée au Port-Blanc, on trouve notamment Anatole Le Braz dont l'ouvrage célèbre La légende de la mort en Basse-Bretagne évoque à plusieurs reprises le Port-Blanc et ses alentours. Il reçut vraisemblablement dans sa demeure au Port-Blanc Ernest Renan, auteur en 1882 de la célèbre conférence à la Sorbonne « Qu'est-ce qu'une Nation ? ». Theodore Botrel et Andre Juillard habitèrent également le Port-Blanc.